# Bundeshandelsakademie und Bundeshandelsschule Feldbach
Die Bundeshandelsakademie und Bundeshandelsschule Feldbach ist eine berufsbildende, kaufmännische höhere und mittlere Schule (BMHS) in Feldbach im steirischen politischen Bezirk Südoststeiermark.

## Geschichte
Am 9. Jänner 1943, noch während des Zweiten Weltkriegs, wurde die Wirtschaftsschule Feldbach gegründet. Zu Schulbeginn am 15. September 1943 begann das erste Schuljahr für die erste Klasse. Die Schüler wurden von 1943 bis 1980 im ehemaligen „Kaiserin-Elisabeth-Bürgerspital“ unterrichtet. Die Schule bekam 1948 ihr Öffentlichkeitsrecht und führte ab 1951 eine 1. und eine 2. Klasse. Die Wirtschaftsschule wurde 1952 umbenannt; sie trug fortan den Namen „Städtische Handelsschule mit Öffentlichkeitsrecht“. Im Jahr 1956 wurde die Schule vorübergehend geschlossen und ungarische Flüchtlinge des Volksaufstands wurden in dem Gebäude einquartiert.
Die Handelsakademie wurde 1965 eröffnet: zwei Klassen mit 56 Schülerinnen und Schüler. Der Baubeginn des Bundesschulzentrums begann 1975 in der Pfarrgasse 6. Die BHAK/BHAS Feldbach siedelten 1980 ins Bundesschulzentrum um. Die größte Klassenzahl der Geschichte der BHAK/BHAS Feldbach war im Jahre 1990 erreicht: Es gab insgesamt 28 Klassen mit insgesamt 652 Schülerinnen und Schülern. Der Umbau des Bundesschulzentrums begann im Jahr 2013. Der Wiedereinzug der BHAK/BHAS Feldbach in das neu gestaltete Bundesschulzentrum fand zwei Jahre später, im Jahr 2015, statt. Im Bundesschulzentrum sind mit dem BORG Feldbach und der HLW Feldbach zwei weitere Schulen untergebracht.
Durch die Flüchtlingskrise in Europa ab 2015 kamen auch viele unbegleitete, minderjährige Flüchtlinge nach Österreich. Aus diesem Grund wurde im Oktober 2015 eine Übergangs-Klasse für Flüchtlinge (BIK) an der BHAK Feldbach eingerichtet.

## Schulleitung
- 1943–1945: Franz Hausmann
- 1945–1965: Marko Simon
- 1965–1975: Konrad Reinthaler
- 1975–1980: Erwin Scheipner
- 1980–1995: Herbert Berghofer
- 1995–1996: Karlheinz Schick
- 1996–2019: Edith Kohlmeier
- seit 2019: Astrid Winkler

## Bildungsangebot der Handelsakademie (HAK)
Die Handelsakademie beinhaltet eine 5-jährige höhere wirtschaftliche Ausbildung. Sie endet mit der Reife- und Diplomprüfung in den Fächern Deutsch, einer lebenden Fremdsprache, Mathematik, dem betriebswirtschaftlichen Kolloquium, einem Wahlfach sowie einer Diplomarbeit. Der positive Abschluss der HAK ersetzt die Unternehmerprüfung, befähigt zu allen Studien und ermöglicht den direkten Einstieg in gehobene kaufmännische Berufe.
In der BHAK Feldbach ist es möglich, eine Notebook-Klasse zu besuchen. Kompetenzorientiertes, eigenverantwortliches Lernen (KOEL), ein Projekt der Europäischen Union, wird ebenfalls an der BHAK Feldbach angeboten.

### Wirtschaftliche Fächer an der HAK Feldbach
- Betriebswirtschaft
- Unternehmensrechnung und Controlling
- Officemanagement und angewandte Informatik
- Businesstraining, Projektmanagement, Übungsfirma, Case Studies
- Computerunterstütztes Rechnungswesen
- Wirtschaftsinformatik
- Politische Bildung und Geschichte
- Business Behaviour

### Zusatzausbildung und Zertifikate (4. & 5. Jahrgang)
- BEWIG (Buchhaltungsprüfung)
- SAP (Buchhaltungsprogramm)
- ECDL (Europäische Computerführerschein)
- BEC (Business English Certificate)

### Ausbildungsschwerpunkte ab dem 3. Jahrgang

#### Management, Controlling und Accounting
- Systemorientierte Unternehmensführung
- Strategisches Controlling: Leitbilder aus verschiedenen Bereichen der Wirtschaft (Industrie und Dienstleistung) analysieren und interpretieren
- Operatives Controlling: Wiederholen, vertiefen und erweitern der Kenntnisse aus BW und RW
- Planung und Planungsrechnung: Erfolgsrechnung, Finanzplan und Planbilanz
- Berichtswesen: Ermittlung von Kennzahlen und Kennzahlensystemen für die Beurteilung der Ertragslage und der finanziellen Stabilität.
- Controlling-Organisation
- Controlling in Klein- und Mittelbetrieben

#### Informations- und Kommunikationstechnologie E-Business
- Einsetzen verschiedener Bildbearbeitungssysteme
- Lösung konkreter betriebswirtschaftlicher Aufgabenstellungen mit Standardsoftware-Paketen (Word, Access, Excel)
- Filmschnitt
- Organisationsprobleme bei der Einführung und Erweiterung von Informations- und Kommunikationssystemen lösen
- Automationsunterstützte Präsentation von Ergebnissen
- Gestaltung und Erstellung von Internetseiten für Schule und Betriebe

#### Kommunikationsmanagement und Marketing
- Projektarbeit im 5. Jahrgang
- IGM (Internationale Geschäftstätigkeit mit Marketing) ist Teil der mündlichen Matura

#### Entrepreneurship und Management
- Dieser Schwerpunkt beschäftigt sich mit einem brandaktuellen Thema, dem Bereich Unternehmertum und Management.

Als Freigegenstände werden unter anderem Latein, ein philosophischer Einführungsunterricht, Print and Social Media Design, Spanisch sowie Volleyball, Tennis, Leichtathletik, Skifahren  angeboten.

### Seminare ab dem 3. Jahrgang

#### Sprachen
- Englisch
- Italienisch
- Spanisch

#### Informationstechnologie
- Filmschnitt
- Webdesign- und anwendungen
- Bildbearbeitung
- Netzwerkmanagement

#### Naturwissenschaften
- Physik und Chemie vertiefend
- Umweltmanagement
- Abfallwirtschaft

#### Unternehmensführung
- Steuerung und Management

## Schwerpunkt DigitalBusiness (DigBiz)
Die HAK Digital Business, kurz HAK digBiz, ist ein spezielles Ausbildungsprogramm der Handelsakademie  Feldbach.  Der Schwerpunkt dauert auch  5 Jahre, wie die HAK Classic. Um dem Unterricht in diesem Schwerpunkt gut folgen zu können, ist  ab der ersten Klasse ein Notebook verpflichtend.
Die Ausbildung konzentriert sich auf verschiedene Bereiche:
- Neue Medien: Hier lernen die Schüler  über Internet-Technologien, Webauftritte, Social Media, Video und Sound.
- Software-Entwicklung und Netzwerktechnik: In diesem Bereich lernen die Schüler, wie man Software und Apps entwickelt, Websites gestaltet und Computernetzwerke versteht und betreut.
- eCommerce und eMarketing: Hier geht es um das Verständnis und die Anwendung von Online-Marketing-Strategien und den Betrieb von Online-Geschäften.
- Betriebswirtschaftslehre und Rechnungswesen: Die Schüler erhalten eine  Ausbildung in den Kernfächern der Handelsakademie.

Ein Drittel der Ausbildung besteht aus IT-Fächern, darunter Officemanagement und angewandte Informatik, Wirtschaftsinformatik und Datenbanksysteme, Internet, Multimedia und Content-Management, angewandte Programmierung, Softwareentwicklung und Netzwerktechnik. Die HAK digBiz legt  Wert auf die Entwicklung von Problemlösungspotential und strukturiertem Vorgehen. Die Ausbildung beinhaltet auch Pflichtpraktika und eine Diplomarbeit, die in Zusammenarbeit mit Unternehmen durchgeführt werden. Dies ermöglicht den Schülern, ihre spezifischen IT-Kenntnisse anzuwenden und praxisnahe Erfahrungen zu sammeln.
Die Schüler lernen auch Webdesign, Typografie, Layout, Fotografie, Bild-/Audio-/Video-Bearbeitung und -Produktion, Programmierung (VBA, C#, Java, PHP, JavaScript), aktuelle Webtechnologien (HTML/CSS/JS inkl. Frameworks), Content-Management-Systeme und Webshops, Betriebssysteme, Netzwerk-Komponenten und -Management, Datenbanken (Modellierung, Implementierung, Analyse).
Die Diplomarbeit wird in Kooperation mit einem externen Auftraggeber erarbeitet. Dabei entwickeln die Schüler eigenständig in Kleingruppen bzw. Teams ein IT-Projekt. Alle Arbeitsschritte, beginnend mit der Projektentwicklung, sind Teil der  Ausbildung.

## Bildungsangebot der Handelsschule (HAS)
Die Handelsschule ist eine 3-jährige mittlere kaufmännische Schule. Sie endet mit einer Abschlussprüfung in den Fächern Deutsch, Englisch, der Abschlussarbeit, einer Übungsfirma, dem betriebswirtschaftlichen Kolloquium, einem Wahlfach sowie einer Diplomarbeit. Der positive Abschluss der HAS ersetzt die Unternehmerprüfung und ist eine Voraussetzung für die Ablegung der Berufsreifeprüfung oder dem Aufbaulehrgang zur Erlangung einer Matura.

### Allgemeines zur HAS
- Schwerpunkte sind die Wirtschaftsfächer
- Vermittelt in integrierter Form umfassende Allgemeinbildung und kaufmännische Bildung
- Eine betriebswirtschaftlich – berufsbezogene Differenzierung erfolgt durch den Fachbereich „Office Management“, der in der 2. und 3. Klasse unterrichtet wird und eine vertiefende Spezialisierung anbietet

### Wirtschaftliche Fächer an der HAS Feldbach
- Betriebswirtschaft
- Wirtschaftliches Rechnen
- Rechnungswesen
- Projektmanagement und Projektarbeit

## Absolventen (Auswahl)
- Walter Rauch (* 1978), FPÖ-Politiker und Nationalratsabgeordneter